# Critèrium del Dauphiné 2014
El Critèrium del Dauphiné 2014, 66a edició del Critèrium del Dauphiné, es disputà entre el 8 i el 15 de juny de 2014, amb un recorregut de 1.176 km repartits entre vuit etapes. El punt de partida va ser Lió i finalitzà una setmana més tard a l'estació d'esquí de Courchevel. Aquesta fou la setzena prova de l'UCI World Tour 2014.
La cursa va ser dominada pel britànic Christopher Froome (Team Sky), vencedor de les dues primeres etapes, durant les primeres sis etapes, però en la penúltima un atac d'Alberto Contador (Team Tinkoff-Saxo) li va permetre aconseguir el liderat amb 8 segons sobre Froome. Amb tot, durant la darrera etapa es va produir una nombrosa escapada en els primers quilòmetres en què s'hi va afegir Talansky i que va arribar a tenir més de tres minuts sobre el grup del líder. Froome va intentar deixar enrere Contador en un parell d'ocasions, però finalment fou Contador el que marxà en solitari a la caça de Talansky, tot i que no pogué recuperar el temps perdut i Andrew Talansky (Garmin-Sharp) fou finalment el vencedor de la classificació general en superar per 27 segons a Alberto Contador (Team Tinkoff-Saxo) i per 45 al belga Jurgen Van den Broeck (Lotto-Belisol).
Wilco Kelderman (Belkin Pro Cycling Team), quart a la general, fou el vencedor de la classificació dels joves. Christopher Froome (Team Sky) fou el vencedor de la classificació per punts i Alessandro de Marchi (Cannondale) el de la muntanya. L'Astana Qazaqstan Team fou el vencedor de la classificació per equips, en situar a dos ciclistes entre els deu primeres, Vincenzo Nibali i Jakob Fuglsang i a Tanel Kangert en la 17a posició.

## Equips participants
Al Critèrium del Dauphiné, en tant que prova World Tour, hi prenen part els 18 equips ProTour. Tres equips continentals professionals són convidats pels organitzadors, l'Amaury Sport Organisation, el 19 de febrer de 2014: Cofidis, IAM Cycling, NetApp-Endura.
| Núm.    | Codi | Equip                 |
| ------- | ---- | --------------------- |
| 1-8     | SKY  | Team Sky              |
| 11-18   | AST  | Astana Qazaqstan Team |
| 21-28   | TCS  | Team Tinkoff-Saxo     |
| 31-38   | COF  | Cofidis               |
| 41-48   | OGE  | Orica-GreenEDGE       |
| 51-58   | MOV  | Movistar Team         |
| 61-68   | ALM  | AG2R La Mondiale      |
| 71-78   | EUC  | Team Europcar         |
| 81-88   | LTB  | Lotto-Belisol         |
| 91-98   | IAM  | IAM Cycling           |
| 101-108 | CAN  | Cannondale            |

| Núm.    | Codi | Equip                   |
| ------- | ---- | ----------------------- |
| 111-118 | TFR  | Trek Factory Racing     |
| 121-128 | BMC  | BMC Racing Team         |
| 131-138 | KAT  | Team Katusha            |
| 141-148 | OPQ  | Omega Pharma-Quick Step |
| 151-158 | FDJ  | FDJ                     |
| 161-168 | GAR  | Garmin-Sharp            |
| 171-178 | GIA  | Giant-Shimano           |
| 181-188 | LAM  | Lampre-Merida           |
| 191-198 | BEL  | Belkin Pro Cycling Team |
| 201-208 | TNE  | NetApp-Endura           |

## Principals favorits
El vigent vencedor del Tour de França, Christopher Froome (Team Sky) i d'aquesta cursa és el principal favorit a la victòria. Alberto Contador (Team Tinkoff-Saxo) i Vincenzo Nibali (Astana Qazaqstan Team) seran els seus principals rivals. Altres ciclistes destacats que prenen part en la cursa són: Tejay van Garderen (BMC Racing Team), Michał Kwiatkowski (Omega Pharma-Quick Step) i Andrew Talansky (Garmin-Sharp).

## Etapes
| Etapa    | Data       | Recorregut                             |                           | Km    | Vencedor d'etapa    | Líder de la general    |
| -------- | ---------- | -------------------------------------- | ------------------------- | ----- | ------------------- | ---------------------- |
| 1a etapa | 8 de juny  | Lió - Lió                              | Contrarellotge individual | 10,4  | Chris Froome (GBR)  | Chris Froome (GBR)     |
| 2a etapa | 9 de juny  | Tarare - País d'Olhèrgas               | Etapa de muntanya         | 158,5 | Chris Froome (GBR)  | Chris Froome (GBR)     |
| 3a etapa | 10 de juny | Embèrt - Lo Telh                       | Etapa de mitja muntnaya   | 194   | Nikias Arndt (GER)  | Chris Froome (GBR)     |
| 4a etapa | 11 de juny | Montelaimar - Gap                      | Etapa de mitja muntnaya   | 169,5 | Iuri Trofímov (RUS) | Chris Froome (GBR)     |
| 5a etapa | 12 de juny | Sisteron - La Mura                     | Etapa de mitja muntnaya   | 184   | Simon Špilak (SLO)  | Chris Froome (GBR)     |
| 6a etapa | 13 de juny | Grenoble - Poisy                       | Etapa plana               | 168   | Jan Bakelants (BEL) | Chris Froome (GBR)     |
| 7a etapa | 14 de juny | Ville-la-Grand - Finhaut-Emosson (SUI) | Etapa de muntanya         | 161,5 | Lieuwe Westra (NED) | Alberto Contador (ESP) |
| 8a etapa | 15 de juny | Megève - Courchevel                    | Etapa de mitja muntnaya   | 130,5 | Mikel Nieve (ESP)   | Andrew Talansky (EUA)  |

### 1a etapa
8 de juny de 2014. Lió - Lió, 10,4 km (CRI)
El Critèrium del Dauphiné comença amb una contrarellotge individual de 10,4 km pels carrers de Lió. S'estableix un punt de pas intermedi al quilòmetre 4,6, al pas per l'única cota puntuable del dia (0,8 km al 5,5%), que ha de determinar el primer líder de la classificació de la muntanya.
El clar vencedor de l'etapa i primer líder és el britànic Chris Froome (Team Sky), vigent vencedor d'aquesta cursa, que supera en vuit segons a Alberto Contador (Team Tinkoff-Saxo) i en nou a Bob Jungels (Trek Factory Racing). Vincenzo Nibali (Astana Qazaqstan Team) fou el més ràpid en l'ascensió a la cota.
|    | Ciclista                 | Equip                   | Temps   |
| -- | ------------------------ | ----------------------- | ------- |
| 1  | Chris Froome (GBR)       | Team Sky                | 13' 13" |
| 2  | Alberto Contador (ESP)   | Team Tinkoff-Saxo       | + 8"    |
| 3  | Bob Jungels (LUX)        | Trek Factory Racing     | + 9"    |
| 4  | Andrew Talansky (EUA)    | Garmin-Sharp            | + 11"   |
| 5  | Wilco Kelderman (NED)    | Belkin Pro Cycling Team | + 11"   |
| 6  | Lars Boom (NED)          | Belkin Pro Cycling Team | + 12"   |
| 7  | Vassil Kirienka (BLR)    | Team Sky                | + 12"   |
| 8  | Vincenzo Nibali (ITA)    | Astana Qazaqstan Team   | + 13"   |
| 9  | Tejay van Garderen (EUA) | BMC Racing Team         | + 13"   |
| 10 | Matthias Brändle (AUT)   | IAM Cycling             | + 13"   |

|    | Ciclista                 | Equip                   | Temps   |
| -- | ------------------------ | ----------------------- | ------- |
| 1  | Chris Froome (GBR)       | Team Sky                | 13' 13" |
| 2  | Alberto Contador (ESP)   | Team Tinkoff-Saxo       | + 8"    |
| 3  | Bob Jungels (LUX)        | Trek Factory Racing     | + 9"    |
| 4  | Andrew Talansky (EUA)    | Garmin-Sharp            | + 11"   |
| 5  | Wilco Kelderman (NED)    | Belkin Pro Cycling Team | + 11"   |
| 6  | Lars Boom (NED)          | Belkin Pro Cycling Team | + 12"   |
| 7  | Vassil Kirienka (BLR)    | Team Sky                | + 12"   |
| 8  | Vincenzo Nibali (ITA)    | Astana Qazaqstan Team   | + 13"   |
| 9  | Tejay van Garderen (EUA) | BMC Racing Team         | + 13"   |
| 10 | Matthias Brändle (AUT)   | IAM Cycling             | + 13"   |

### 2a etapa
9 de juny de 2014. Tarare - País d'Olhèrgas, 156 km
Etapa amb sis dificultats muntanyoses, una de quarta categoria, una de tercera, tres de segona i final al coll de Béal, de categoria especial, amb 13,6 km al 6,6%.
Una escapada formada per cinc ciclistes va arribar al peu del darrer port, però el fort ritme imposat per l'Team Sky en la darrera ascensió la va neutralitzar. Chris Froome va atacar a manca de 5 quilòmetres i sols fou seguit, en un primer moment, per Alberto Contador, tot i que posteriorment Wilco Kelderman, Jurgen Van Den Broeck, Andrew Talansky i Vincenzo Nibali es van tornar a unir. Tot i algun atac de Kelderman o Van Den Broeck fou Froome el que va llançar l'atac definitiu i que sols va poder seguit Contador. La victòria de Froome li permet augmentar les diferència gràcies a les bonificacions.
|    | Ciclista                    | Equip                   | Temps      |
| -- | --------------------------- | ----------------------- | ---------- |
| 1  | Chris Froome (GBR)          | Team Sky                | 4h 24' 41" |
| 2  | Alberto Contador (ESP)      | Team Tinkoff-Saxo       | m. t.      |
| 3  | Wilco Kelderman (NED)       | Belkin Pro Cycling Team | + 4"       |
| 4  | Jurgen Van Den Broeck (BEL) | Lotto-Belisol           | + 10"      |
| 5  | Andrew Talansky (EUA)       | Garmin-Sharp            | + 12"      |
| 6  | Vincenzo Nibali (ITA)       | Astana Qazaqstan Team   | + 27"      |
| 7  | Igor Antón (ESP)            | Movistar Team           | + 40"      |
| 8  | Adam Yates (GBR)            | Orica-GreenEDGE         | + 42"      |
| 9  | Sébastien Reichenbach (SUI) | IAM Cycling             | + 44"      |
| 10 | Daniel Navarro (ESP)        | Cofidis                 | + 45"      |

|    | Ciclista                    | Equip                   | Temps      |
| -- | --------------------------- | ----------------------- | ---------- |
| 1  | Chris Froome (GBR)          | Team Sky                | 4h 37' 44" |
| 2  | Alberto Contador (ESP)      | Team Tinkoff-Saxo       | + 12"      |
| 3  | Wilco Kelderman (NED)       | Belkin Pro Cycling Team | + 21"      |
| 4  | Andrew Talansky (EUA)       | Garmin-Sharp            | + 33"      |
| 5  | Jurgen Van Den Broeck (BEL) | Lotto-Belisol           | + 35"      |
| 6  | Vincenzo Nibali (ITA)       | Astana Qazaqstan Team   | + 50"      |
| 7  | Haimar Zubeldia (ESP)       | Trek Factory Racing     | + 1' 22"   |
| 8  | Jakob Fuglsang (DEN)        | Astana Qazaqstan Team   | + 1' 22"   |
| 9  | Adam Yates (GBR)            | Orica-GreenEDGE         | + 1' 31"   |
| 10 | Tanel Kangert (EST)         | Astana Qazaqstan Team   | + 1' 35"   |

### 3a etapa
10 de juny de 2014. Embèrt - Lo Telh, 194 km
Etapa trencacames, amb un recorregut molt sinuós en els primers 155 quilòmetres d'etapa, tot i que sols amb dos passos puntuables, la cota de Lavet (8,7 km al 4,4%) i el coll de la Mûre (3,8 km al 6,3%), ambdós de segona categoria i que es coronen al km 28,5 i 148. Els darrers 35 quilòmetres són totalment plans.
Etapa de transició, primer amb un tercet escapat que fou neutralitzat per l'equip del líder a manca de 22 quilòmetres, i posteriorment amb una nova escapada formada per 8 corredors, que fou neutralitzada pels equips dels esprintadors a manca de 6 quilòmetres per l'arribada. En l'esprint el més ràpid fou Nikias Arndt (Giant-Shimano), que havia de preparar l'esprint per a Reinardt Janse Van Rensburg, però veient que aquest estava mal col·locat va decidir esprintar fins a l'arribada en el que seria la seva primera gran victòria com a professional. En la general no es produeix cap canvi.
|    | Ciclista                          | Equip                   | Temps      |
| -- | --------------------------------- | ----------------------- | ---------- |
| 1  | Nikias Arndt (GER)                | Giant-Shimano           | 5h 30' 03" |
| 2  | Kris Boeckmans (BEL)              | Lotto-Belisol           | m. t.      |
| 3  | Reinardt Janse Van Rensburg (RSA) | Giant-Shimano           | m. t.      |
| 4  | Yannick Martinez (FRA)            | Team Europcar           | m. t.      |
| 5  | Davide Cimolai (ITA)              | Lampre-Merida           | m. t.      |
| 6  | Jens Keukeleire (BEL)             | Orica-GreenEDGE         | m. t.      |
| 7  | Aleksei Tsatévitx (RUS)           | Team Katusha            | m. t.      |
| 8  | Arnaud Demare (FRA)               | FDJ                     | m. t.      |
| 9  | Gianni Meersman (BEL)             | Omega Pharma-Quick Step | m. t.      |
| 10 | Marco Marcato (ITA)               | Cannondale              | m. t.      |

|    | Ciclista                    | Equip                   | Temps       |
| -- | --------------------------- | ----------------------- | ----------- |
| 1  | Chris Froome (GBR)          | Team Sky                | 10h 07' 47" |
| 2  | Alberto Contador (ESP)      | Team Tinkoff-Saxo       | + 12"       |
| 3  | Wilco Kelderman (NED)       | Belkin Pro Cycling Team | + 21"       |
| 4  | Andrew Talansky (EUA)       | Garmin-Sharp            | + 33"       |
| 5  | Jurgen Van Den Broeck (BEL) | Lotto-Belisol           | + 35"       |
| 6  | Vincenzo Nibali (ITA)       | Astana Qazaqstan Team   | + 50"       |
| 7  | Haimar Zubeldia (ESP)       | Trek Factory Racing     | + 1' 22"    |
| 8  | Jakob Fuglsang (DEN)        | Astana Qazaqstan Team   | + 1' 22"    |
| 9  | Adam Yates (GBR)            | Orica-GreenEDGE         | + 1' 31"    |
| 10 | Tanel Kangert (EST)         | Astana Qazaqstan Team   | + 1' 35"    |

### 4a etapa
11 de juny de 2014. Montelaimar - Gap, 167,5 km
Etapa amb tendència ascendent, des dels pocs més de 100 metres a la sortida fins als 750 de l'arribada a Gap. Dues són les dificultats muntanyoses a superar, una cota de quarta categoria en el quilòmetre 80,5, la cota de Rosans (1,5 km al 3,6%) i el coll de Manse (9,6 km al 5,2%), que es corona a tan sols 12,5 quilòmetres per l'arribada.
Una escapada formada per 13 ciclistes va ser la protagonista del dia, ja que en ella hi havia l'home que va guanyar l'etapa. Iuri Trofímov (Team Katusha) atacà als seus companys d'escapada a manca de 2 quilòmetres pel cim del coll de Manse i es presentà a Gap amb 23 segons sobre Gustav Larsson (IAM Cycling), segon de l'etapa. El grup del líder arribà a poc més de dos minuts, sense que es produïssin canvis en la classificació.
|    | Ciclista                   | Equip                   | Temps      |
| -- | -------------------------- | ----------------------- | ---------- |
| 1  | Iuri Trofímov (RUS)        | Team Katusha            | 3h 59' 22" |
| 2  | Gustav Larsson (SWE)       | IAM Cycling             | + 23"      |
| 3  | Pim Ligthart (NED)         | Lotto-Belisol           | + 25"      |
| 4  | Lars Petter Nordhaug (NOR) | Belkin Pro Cycling Team | + 28"      |
| 5  | Peter Velits (SVK)         | BMC Racing Team         | + 28"      |
| 6  | Maxime Bouet (FRA)         | AG2R La Mondiale        | + 28"      |
| 7  | Jan Bakelants (BEL)        | Omega Pharma-Quick Step | + 28"      |
| 8  | Damiano Caruso (ITA)       | Cannondale              | + 28"      |
| 9  | Andrí Hrivko (UKR)         | Astana Qazaqstan Team   | + 1' 31"   |
| 10 | Ryder Hesjedal (CAN)       | Garmin-Sharp            | + 1' 31"   |

|    | Ciclista                    | Equip                   | Temps       |
| -- | --------------------------- | ----------------------- | ----------- |
| 1  | Chris Froome (GBR)          | Team Sky                | 14h 09' 19" |
| 2  | Alberto Contador (ESP)      | Team Tinkoff-Saxo       | + 12"       |
| 3  | Wilco Kelderman (NED)       | Belkin Pro Cycling Team | + 21"       |
| 4  | Andrew Talansky (EUA)       | Garmin-Sharp            | + 33"       |
| 5  | Jurgen Van Den Broeck (BEL) | Lotto-Belisol           | + 35"       |
| 6  | Vincenzo Nibali (ITA)       | Astana Qazaqstan Team   | + 50"       |
| 7  | Maxime Bouet (FRA)          | AG2R La Mondiale        | + 1' 01"    |
| 8  | Haimar Zubeldia (ESP)       | Trek Factory Racing     | + 1' 22"    |
| 9  | Jakob Fuglsang (DEN)        | Astana Qazaqstan Team   | + 1' 22"    |
| 10 | Adam Yates (GBR)            | Orica-GreenEDGE         | + 1' 31"    |

### 5a etapa
12 de juny de 2014. Sisteron - La Mura, 184 km
Etapa de mitja muntanya, amb uns primers 50 quilòmetres totalment plans, per a partir d'aleshores iniciar un continu puja i baixa, amb el pas per sis ports de muntanya, tres de tercera i tres de segona categoria, el darrer dels quals es troba a 20 km de l'arribada, tot i que aquest darrer port no té un descens significatiu.
Etapa moguda, amb nombrosos atacs dels principals rivals de Chris Froome (Team Sky) en els darrers quilòmetres, el més destacat dels quals fou el protagonitzat per Alberto Contador (Team Tinkoff-Saxo), que va atacar en la darrera ascensió del dia i que va arribar a tenir un minut sobre el líder. Amb tot l'equip Team Sky aconseguí neutralitzar-lo, però no així a Simon Špilak (Team Katusha), escapat des del quilòmetre 44 en el si d'una nombrosa escapada, que arribà en solitari a La Mura. Wilco Kelderman (Belkin Pro Cycling Team) retallà 9 segons en l'arribada gràcies a les bonificacions.
|    | Ciclista              | Equip                   | Temps      |
| -- | --------------------- | ----------------------- | ---------- |
| 1  | Simon Špilak (SLO)    | Team Katusha            | 4h 51' 24" |
| 2  | Wilco Kelderman (NED) | Belkin Pro Cycling Team | + 14"      |
| 3  | Adam Yates (GBR)      | Orica-GreenEDGE         | + 14"      |
| 4  | Daryl Impey (RSA)     | Orica-GreenEDGE         | + 17"      |
| 5  | Romain Bardet (FRA)   | AG2R La Mondiale        | + 17"      |
| 6  | Daniel Moreno (ESP)   | Team Katusha            | + 17"      |
| 7  | Tanel Kangert (EST)   | Astana Qazaqstan Team   | + 17"      |
| 8  | Damiano Caruso (ITA)  | Cannondale              | + 17"      |
| 9  | Arthur Vichot (FRA)   | FDJ                     | + 17"      |
| 10 | Leopold König (CZE)   | NetApp-Endura           | + 17"      |

|    | Ciclista                    | Equip                   | Temps       |
| -- | --------------------------- | ----------------------- | ----------- |
| 1  | Chris Froome (GBR)          | Team Sky                | 19h 01' 00" |
| 2  | Alberto Contador (ESP)      | Team Tinkoff-Saxo       | + 12"       |
| 3  | Wilco Kelderman (NED)       | Belkin Pro Cycling Team | + 12"       |
| 4  | Andrew Talansky (EUA)       | Garmin-Sharp            | + 33"       |
| 5  | Jurgen Van Den Broeck (BEL) | Lotto-Belisol           | + 35"       |
| 6  | Vincenzo Nibali (ITA)       | Astana Qazaqstan Team   | + 50"       |
| 7  | Haimar Zubeldia (ESP)       | Trek Factory Racing     | + 1' 22"    |
| 8  | Jakob Fuglsang (DEN)        | Astana Qazaqstan Team   | + 1' 22"    |
| 9  | Adam Yates (GBR)            | Orica-GreenEDGE         | + 1' 24"    |
| 10 | Tanel Kangert (EST)         | Astana Qazaqstan Team   | + 1' 35"    |

### 6a etapa
13 de juny de 2014. Grenoble - Poisy, 168 km
Etapa bàsicament plana, amb sols tres petites cotes de quarta categoria durant el recorregut, la darrera de les quals es troba a manca de 7,5 quilòmetres per l'arribada.
La victòria d'etapa fou per a Jan Bakelants (Omega Pharma-Quick Step), que s'imposà a l'esprint a Lieuwe Westra (Astana Qazaqstan Team), ambdós membres d'una nombrosa escapada que es va formar en els primers quilòmetres d'etapa, i de la qual saltaren a manca de 8 quilòmetres per l'arribada. En la classificació general no hi hagué canvis destacats, tot i la caiguda que patí el líder, Chris Froome (Team Sky), a manca de 10 quilòmetres.
|    | Ciclista              | Equip                   | Temps      |
| -- | --------------------- | ----------------------- | ---------- |
| 1  | Jan Bakelants (BEL)   | Omega Pharma-Quick Step | 4h 07' 20" |
| 2  | Lieuwe Westra (NED)   | Astana Qazaqstan Team   | m. t.      |
| 3  | Zdeněk Štybar (CZE)   | Omega Pharma-Quick Step | + 24"      |
| 4  | Pim Ligthart (NED)    | Lotto-Belisol           | + 24"      |
| 5  | Jens Keukeleire (BEL) | Orica-GreenEDGE         | + 24"      |
| 6  | Jens Voigt (GER)      | Trek Factory Racing     | + 24"      |
| 7  | Maciej Bodnar (POL)   | Cannondale              | + 24"      |
| 8  | Bram Tankink (NED)    | Belkin Pro Cycling Team | + 24"      |
| 9  | Valerio Conti (ITA)   | Lampre-Merida           | + 24"      |
| 10 | Julien Simon (FRA)    | Cofidis                 | + 24"      |

|    | Ciclista                    | Equip                   | Temps       |
| -- | --------------------------- | ----------------------- | ----------- |
| 1  | Chris Froome (GBR)          | Team Sky                | 23h 12' 15" |
| 2  | Alberto Contador (ESP)      | Team Tinkoff-Saxo       | + 12"       |
| 3  | Wilco Kelderman (NED)       | Belkin Pro Cycling Team | + 12"       |
| 4  | Andrew Talansky (EUA)       | Garmin-Sharp            | + 33"       |
| 5  | Jurgen Van Den Broeck (BEL) | Lotto-Belisol           | + 35"       |
| 6  | Vincenzo Nibali (ITA)       | Astana Qazaqstan Team   | + 50"       |
| 7  | Haimar Zubeldia (ESP)       | Trek Factory Racing     | + 1' 22"    |
| 8  | Jakob Fuglsang (DEN)        | Astana Qazaqstan Team   | + 1' 22"    |
| 9  | Adam Yates (GBR)            | Orica-GreenEDGE         | + 1' 24"    |
| 10 | Tanel Kangert (EST)         | Astana Qazaqstan Team   | + 1' 35"    |

### 7a etapa
14 de juny de 2014. Ville-la-Grand - Finhaut-Emosson, 161,5 km
Etapa reina de la present edició del Critèrium del Dauphiné, amb l'entrada a Suïssa, on es disputen els darrers 80 quilòmetres d'etapa. Els primers 23 quilòmetres d'etapa són plans, per tot seguit iniciar-se l'ascensió a la primera de les cinc dificultats muntanyoses del dia, la Cota des Gets (10,3 km al 4,9%) de segona categoria (km 34). Tot seguit es passa pel Coll de Corbier (7,5 km al 7,5%) de primera categoria (km 64) i el Pas de Morgins (6 km al 5,7%), de segona (km 88,5), que dona pas a Suïssa. Després del descens d'aquest port de primera i uns vint quilòmetres totalment plans arriben els dos plats forts del dia, l'ascensió als colls de categoria especial de Forclaz (12,6 km al 8,2%) i l'arribada a Finhaut-Emosson (10,2 km al 8%)
En el descens de la Cota des Gets es va formar l'escapada del dia, integrada per 14 corredors. Amb el beneplàcit del gran grup aconseguiren fins a set minuts de diferència. Aquest grup es va anar desintegrant i en la darrera ascensió Iuri Trofímov i Iegor Silin, ambdós del Team Katusha van encapçalar l'etapa, sense que per darrere ningú se'ls acostés, però en els darrers metres Lieuwe Westra (Astana Qazaqstan Team) va aparèixer del darrere per obtenir la victòria. Per darrere Alberto Contador va llançar un atac a manca de dos quilòmetres, sense que ningú el pogués seguir. Ràpidament va aconseguir 15 segons i quan Chris Froome va voler reaccionar ja no hi va ser a temps, perdent 20 segons en l'arribada i el liderat.
|    | Ciclista                    | Equip                 | Temps      |
| -- | --------------------------- | --------------------- | ---------- |
| 1  | Lieuwe Westra (NED)         | Astana Qazaqstan Team | 4h 32' 51" |
| 2  | Iuri Trofímov (RUS)         | Team Katusha          | + 7"       |
| 3  | Iegor Silin (RUS)           | Team Katusha          | + 16"      |
| 4  | Alberto Contador (ESP)      | Team Tinkoff-Saxo     | + 1' 33"   |
| 5  | Andrew Talansky (EUA)       | Garmin-Sharp          | + 1' 51"   |
| 6  | Ryder Hesjedal (CAN)        | Garmin-Sharp          | + 1' 53"   |
| 7  | Chris Froome (GBR)          | Team Sky              | + 1' 53"   |
| 8  | Vincenzo Nibali (ITA)       | Astana Qazaqstan Team | + 2' 11"   |
| 9  | Romain Bardet (FRA)         | AG2R La Mondiale      | + 2' 16"   |
| 10 | Sébastien Reichenbach (SUI) | IAM Cycling           | + 2' 19"   |

|    | Ciclista                    | Equip                   | Temps       |
| -- | --------------------------- | ----------------------- | ----------- |
| 1  | Alberto Contador (ESP)      | Team Tinkoff-Saxo       | 27h 46' 51" |
| 2  | Chris Froome (GBR)          | Team Sky                | + 8"        |
| 3  | Andrew Talansky (EUA)       | Garmin-Sharp            | + 39"       |
| 4  | Wilco Kelderman (NED)       | Belkin Pro Cycling Team | + 59"       |
| 5  | Jurgen Van Den Broeck (BEL) | Lotto-Belisol           | + 1' 14"    |
| 6  | Vincenzo Nibali (ITA)       | Astana Qazaqstan Team   | + 1' 16"    |
| 7  | Romain Bardet (FRA)         | AG2R La Mondiale        | + 2' 11"    |
| 8  | Sébastien Reichenbach (SUI) | IAM Cycling             | + 2' 14"    |
| 9  | Jakob Fuglsang (DEN)        | Astana Qazaqstan Team   | + 2' 50"    |
| 10 | Adam Yates (GBR)            | Orica-GreenEDGE         | + 2' 52"    |

### 8a etapa
15 de juny de 2014. Megève - Courchevel, 131,5 km
Darrera etapa del Critèrium del Dauphiné, novament d'alta muntanya. L'etapa és molt curta, amb sols 131,5 km de recorregut, però són quatre els ports a superar, el primer de segona i els altres tres de primera categoria. Al km 16,5 hauran de superar la dura, però curta, cota de Domancy (2,5 km al 9,6%). El següent port és el coll des Saisies (13,4 km al 5,2%), que dona pas a uns 50 quilòmetres totalment plans, abans d'afrontar les dues darreres ascensions del dia, que van encadenades: la cota de Montagny (8 km al 6,5%) i l'arribada a Courchevel Le Praz després de 5,9 km al 6,2% de mitjana.
En la primera ascensió del dia es va formar una escapada integrada per 23 corredors, entre els quals hi havia Andrew Talansky (Garmin-Sharp) tercer en la general a tan sols 39 segons de Contador i que ràpidament obrí una distància important. Per darrere Froome atacà en l'ascensió al coll des Saisies, però Contador va respondre sense problemes, tot i que es quedà sense equip. A manca de 23 quilòmetres per l'arribada, en l'ascensió a la cota de Montagny, Contador va atacar veient la debilitat de Froome i que la diferència dels escapats superava els dos minuts. Contador va ampliar les diferències amb Froome ràpidament (un minut al pas pel coll) i tot i que retallà temps respecte als escapats finalment va perdre un poc més d'un minut respecte a Talansky en l'arribada a Courchevel, amb la qual cosa la victòria d'aquesta edició del Critèrium del Dauphiné anà a parar a mans del ciclista estatunidenc. Chris Froome va acabar perdent més de cinc minuts en la línia d'arribada. La victòria d'etapa fou per l'espanyol Mikel Nieve, que havia atacat en els darrers dos quilòmetres d'ascensió.
|    | Ciclista                    | Equip                   | Temps      |
| -- | --------------------------- | ----------------------- | ---------- |
| 1  | Mikel Nieve (ESP)           | Team Sky                | 3h 20' 29" |
| 2  | Romain Bardet (FRA)         | AG2R La Mondiale        | + 3"       |
| 3  | Adam Yates (GBR)            | Orica-GreenEDGE         | + 5"       |
| 4  | Andrew Talansky (EUA)       | Garmin-Sharp            | + 9"       |
| 5  | Jurgen Van Den Broeck (BEL) | Lotto-Belisol           | + 9"       |
| 6  | Tejay van Garderen (EUA)    | BMC Racing Team         | + 15"      |
| 7  | Wilco Kelderman (NED)       | Belkin Pro Cycling Team | + 32"      |
| 8  | John Gadret (FRA)           | Movistar Team           | + 36"      |
| 9  | Daniel Navarro (ESP)        | Cofidis                 | + 41"      |
| 10 | Alberto Contador (ESP)      | Team Tinkoff-Saxo       | + 1' 15"   |

|    | Ciclista                    | Equip                   | Temps       |
| -- | --------------------------- | ----------------------- | ----------- |
| 1  | Andrew Talansky (EUA)       | Garmin-Sharp            | 31h 08' 08" |
| 2  | Alberto Contador (ESP)      | Team Tinkoff-Saxo       | + 27"       |
| 3  | Jurgen Van Den Broeck (BEL) | Lotto-Belisol           | + 35"       |
| 4  | Wilco Kelderman (NED)       | Belkin Pro Cycling Team | + 43"       |
| 5  | Romain Bardet (FRA)         | AG2R La Mondiale        | + 1' 20"    |
| 6  | Adam Yates (GBR)            | Orica-GreenEDGE         | + 2' 05"    |
| 7  | Vincenzo Nibali (ITA)       | Astana Qazaqstan Team   | + 2' 12"    |
| 8  | Mikel Nieve (ESP)           | Team Sky                | + 2' 59"    |
| 9  | Daniel Navarro (ESP)        | Cofidis                 | + 3' 04"    |
| 10 | Jakob Fuglsang (DEN)        | Astana Qazaqstan Team   | + 3' 17"    |

## Classificacions finals

### Classificació general
|    | Ciclista                    | Equip                   | Temps       |
| -- | --------------------------- | ----------------------- | ----------- |
| 1  | Andrew Talansky (EUA)       | Garmin-Sharp            | 31h 08' 08" |
| 2  | Alberto Contador (ESP)      | Team Tinkoff-Saxo       | + 27"       |
| 3  | Jurgen Van Den Broeck (BEL) | Lotto-Belisol           | + 35"       |
| 4  | Wilco Kelderman (NED)       | Belkin Pro Cycling Team | + 43"       |
| 5  | Romain Bardet (FRA)         | AG2R La Mondiale        | + 1' 20"    |
| 6  | Adam Yates (GBR)            | Orica-GreenEDGE         | + 2' 05"    |
| 7  | Vincenzo Nibali (ITA)       | Astana Qazaqstan Team   | + 2' 12"    |
| 8  | Mikel Nieve (ESP)           | Team Sky                | + 2' 59"    |
| 9  | Daniel Navarro (ESP)        | Cofidis                 | + 3' 04"    |
| 10 | Jakob Fuglsang (DEN)        | Astana Qazaqstan Team   | + 3' 17"    |

### Classificacions secundàries
|   | Ciclista                   | Equip                 | Punts |
| - | -------------------------- | --------------------- | ----- |
| 1 | Alessandro De Marchi (ITA) | Cannondale            | 102   |
| 2 | Iegor Silin (RUS)          | Team Katusha          | 64    |
| 3 | Lieuwe Westra (NED)        | Astana Qazaqstan Team | 61    |
| 4 | Iuri Trofímov (RUS)        | Team Katusha          | 58    |
| 5 | Andrew Talansky (EUA)      | Garmin-Sharp]         | 48    |

|   | Ciclista               | Equip                   | Punts |
| - | ---------------------- | ----------------------- | ----- |
| 1 | Chris Froome (GBR)     | Team Sky                | 34    |
| 2 | Alberto Contador (ESP) | Team Tinkoff-Saxo       | 33    |
| 3 | Wilco Kelderman (NED)  | Belkin Pro Cycling Team | 32    |
| 4 | Jan Bakelants (BEL)    | Omega Pharma-Quick Step | 29    |
| 5 | Andrew Talansky (EUA)  | Garmin-Sharp            | 28    |

|   | Ciclista                    | Equip                   | Temps       |
| - | --------------------------- | ----------------------- | ----------- |
| 1 | Wilco Kelderman (NED)       | Belkin Pro Cycling Team | 31h 08' 51" |
| 2 | Romain Bardet (FRA)         | AG2R La Mondiale        | + 37"       |
| 3 | Adam Yates (GBR)            | Orica-GreenEDGE         | + 1' 22"    |
| 4 | Sébastien Reichenbach (SUI) | IAM Cycling             | + 5' 48"    |
| 5 | Kenny Elissonde (FRA)       | FDJ                     | + 35' 32"   |

| # | Equip                 | Temps       |
| - | --------------------- | ----------- |
| 1 | Astana Qazaqstan Team | 93h 29' 36" |
| 2 | Team Sky              | + 18' 26"   |
| 3 | AG2R La Mondiale      | + 32' 50"   |
| 4 | Team Katusha          | + 36' 59"   |
| 5 | Cofidis               | + 38' 05"   |

### UCI World Tour
El Critèrium del Dauphiné atorga punts per l'UCI World Tour 2014 sols als ciclistes dels equips de categoria ProTeam.
| Posició               | 1r  | 2n | 3r | 4t | 5è | 6è | 7è | 8è | 9è | 10è |
| Classificació general | 100 | 80 | 70 | 60 | 50 | 40 | 30 | 20 | 10 | 4   |
| Per etapa             | 6   | 4  | 2  | 1  | 1  |    |    |    |    |     |

| #  | Ciclista                    | Equip                   | Punts |
| -- | --------------------------- | ----------------------- | ----- |
| 1  | Andrew Talansky (EUA)       | Garmin-Sharp            | 104   |
| 2  | Alberto Contador (ESP)      | Team Tinkoff-Saxo       | 89    |
| 3  | Jurgen Van den Broeck (BEL) | Lotto-Belisol           | 72    |
| 4  | Wilco Kelderman (NED)       | Belkin Pro Cycling Team | 67    |
| 5  | Romain Bardet (FRA)         | AG2R La Mondiale        | 55    |
| 6  | Adam Yates (GBR)            | Orica-GreenEDGE         | 44    |
| 7  | Vincenzo Nibali (ITA)       | Astana Qazaqstan Team   | 30    |
| 8  | Mikel Nieve (ESP)           | Team Sky                | 26    |
| 9  | Christopher Froome (GBR)    | Team Sky                | 12    |
| 10 | Iuri Trofimov (RUS)         | Team Katusha            | 10    |
| 10 | Lieuwe Westra (NED)         | Astana Qazaqstan Team   | 10    |

## Evolució de les classificacions
| Etapa | Vencedor      | Classificació general | Classificació de la muntanya | Classificació per punts | Classificació dels joves | Classificació per equips |
| ----- | ------------- | --------------------- | ---------------------------- | ----------------------- | ------------------------ | ------------------------ |
| 1     | Chris Froome  | Chris Froome          | Vincenzo Nibali              | Chris Froome            | Bob Jungels              | Team Sky                 |
| 2     | Chris Froome  | Chris Froome          | Kévin Reza                   | Chris Froome            | Wilco Kelderman          | Astana Qazaqstan Team    |
| 3     | Nikias Arndt  | Chris Froome          | Kévin Reza                   | Chris Froome            | Wilco Kelderman          | Astana Qazaqstan Team    |
| 4     | Iuri Trofimov | Chris Froome          | Kévin Reza                   | Chris Froome            | Wilco Kelderman          | Astana Qazaqstan Team    |
| 5     | Simon Špilak  | Chris Froome          | Alessandro De Marchi         | Chris Froome            | Wilco Kelderman          | Astana Qazaqstan Team    |
| 6     | Jan Bakelants | Chris Froome          | Alessandro De Marchi         | Chris Froome            | Wilco Kelderman          | Astana Qazaqstan Team    |
| 7     | Lieuwe Westra | Alberto Contador      | Alessandro De Marchi         | Chris Froome            | Wilco Kelderman          | Team Katusha             |
| 8     | Mikel Nieve   | Andrew Talansky       | Alessandro De Marchi         | Chris Froome            | Wilco Kelderman          | Astana Qazaqstan Team    |
| Final | Final         | Andrew Talansky       | Alessandro De Marchi         | Chris Froome            | Wilco Kelderman          | Astana Qazaqstan Team    |

Notes
- De la 2a a la 5a etapes Alberto Contador, segon de la classificació per punts, porta el mallot verd perquè Chris Froome (en primera posició) porta el mallot de líder de la classificació general. En la 6a etapa Contador també duu el mallot verd, tot hi haver passat a la tercera posició en la classificació per punts. Wilco Kelderman passa a ocupar la segona posició en la classificació per punts després de la 5a etapa, però també lidera la classificació dels joves, i és aquest el mallot que vesteix durant la 6a etapa.
- En la 7a etapa Jan Bakelants, segon de la classificació per punts, porta el mallot verd, perquè Chris Froome (en primera posició) porta el mallot de líder de la classificació general.